# Qala-i-Naw
Qal'eh-ye Now este un oraș din Afganistan.